# کریگ ونتر
جان کریگ ونتر (به انگلیسی: John Craig Venter) متولد ۱۴ اکتبر ۱۹۴۶ سالت لیک سیتی، زیست‌شناس برجسته آمریکایی است که در توالی‌یابی نقشه ژنوم انسان نقش برجسته‌ای ایفا کرده‌است. تیم پژوهشی زیرنظر او برای نخستین بار در سال ۲۰۱۰ موفق به سنتز نخستین سلول زنده با ژنوم مصنوعی شد. نام او در فهرست تایم ۱۰۰ نیز قرار دارد.
او دکترای فیزیولوژی از دانشگاه کالیفرنیا، سن دییگو داشته، و هم‌اکنون ساکن مریلند است.